# Arue, Franska Polynesien
Arue är en kommun utanför Papeete i Franska Polynesien.  Vid folkräkningen 2017 hade den en befolkning på 10 243. 
Kommunen Arue inkluderar atollen Tetiaroa,  med en befolkning på 240. 